# RIM-24导弹
RIM-24 鞑靼人导弹（Tartar）是通用动力公司旗下的一款舰载中程防空导弹（SAM），也是美国海军舰艇最早装备的舰对空导弹之一。作为美国海军在20世纪60年代至70年代的主力装备，与同时期的RIM-2㹴犬导弹和RIM-8護島神导弹合称"3 T's"。

## 简介
鞑靼人及其他3 T's，均发源于1944年开始的大黄蜂计划（Operation Bumblebee），该计划原是为了发展导弹用冲压发动机，其结果就是后来的RIM-8塔羅斯导弹。另一方面，在这个计划中实验设计的固体燃料火箭，在飞行试验中显示出优异的性能，衍生出RIM-2小猎犬导弹。这两种均采用早期导弹系统常见的雷达照射引导方式制导，但该方式对于低空高速目标有其局限性。
鞑靼人得益于20世纪50年代开始的㹴犬改进计划，比如在后者的基础上简化掉助推器，使用新的半主动雷达制导（SARH），并将控制翼移动到导弹末端等。由此产生了一款满足如巡洋舰或者大型护卫舰（驱逐舰）使用需求的距离稍短的防空导弹鞑靼人。
20世纪50年代中期，通用动力公司（GD）与约翰·霍普金斯大学附属应用物理实验室（APL / JHU），将AIM-7“麻雀”空对空导弹的半主动雷达制导头成功安装在一个试验弹体上。由此基础上开发出XHW-1感应系统。结合新的双推力火箭发动机（DTRM），组成了鞑靼人的雏形（CTV: control test vehicles）。并以此演进至更高阶段（HTV: homing test vehicles）验证了鞑靼人导弹的实用性。经过严格的测试，从1959年开始，通用动力公司开始生产的RIM-24A鞑靼人导弹开始批量生产。并作为3T兄弟中最年轻的一位，在1962年开始正式装备。 总共生产了大约2400枚。
值得一提的是，鞑靼人并没有像两个兄长一样获得「SAM-N-x」的编号，因为当时这样的命名规则已经终止，因此只被简单命名为15型导弹（Missile Mk 15）直至1963年根据新的三军统一命名法命名为RIM-24。
此外，鞑靼人除了对空防御的功能外，还具备对水面目标的攻击能力。在1962年已经可以对13〜18公里范围内水面目标进行攻击。西方国家当时并没有一款专用的反舰导弹（北约的反舰导弹从1967年才开始发展），因此鞑靼人成为当时最有效的反舰力量。

## 研发与改进

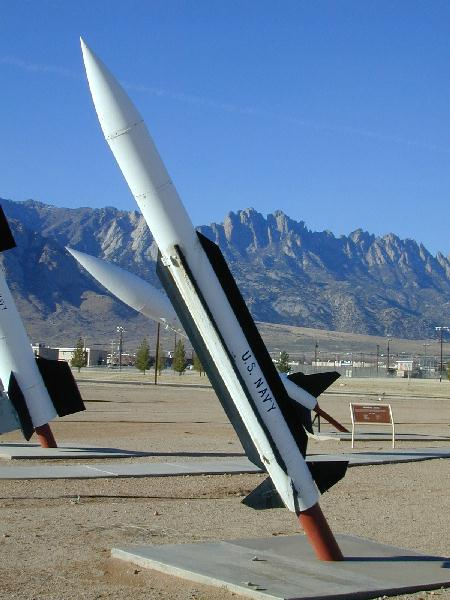
白沙导弹靶场博物馆展示的鞑靼人导弹

如前所述，鞑靼人是基于㹴犬导弹发展而来，因此两个系统有高度的关联性。虽然它是不完全一样的设计，其外部和内部结构的大多拥有相同的特点。
鞑靼人各型号之间在数量和尺寸上有所差异。最初的使用Mk11双臂式发射器，以后均使用的Mk13和Mk22单臂式发射器。早期版本的型号被证明是不可靠的。随着鞑靼人改造方案的改进升级，由早期版本发展到大为改善的RIM-24C标准。之后的改进被取消，并由新的RIM-66标准导弹逐步取代。即使升级到一个新的导弹，舰艇仍被称为是鞑靼船，因为他们使用的还是鞑靼人导弹火控系统。
所有鞑靼人导弹，均使用一种固体火箭推进器，以及半主动雷达导引头。鞑靼人的持续改进计划，产生了如下三个版本。

### RIM-24A

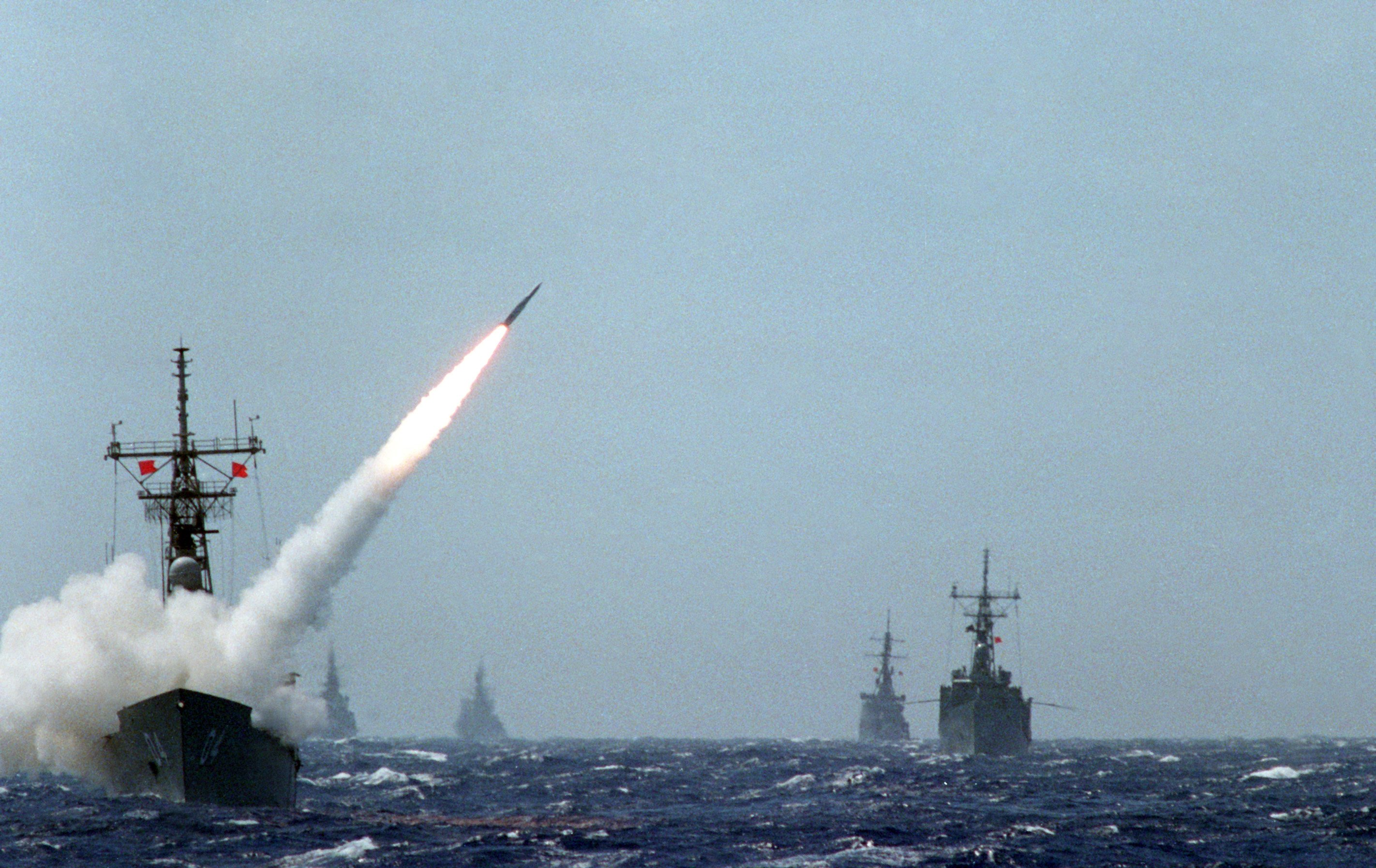
环太平洋'86中由澳大利亚皇家海军阿德莱德级达尔文号护卫舰（FFG-04）发射鞑靼人导弹

早期生产型。曾被命名为15型导弹的RIM-24A型，使用喷气飞机公司的双推力固体燃料火箭发动机，导弹可以对高度15〜15,000米（50〜50,000英尺），作战半径1.8〜14公里（1〜7.5海里）范围内的目标进行攻击。

### RIM-24B

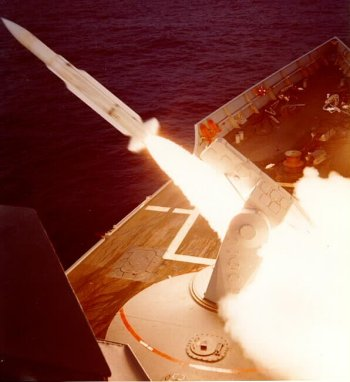
美国海军佩里级护卫舰发射鞑靼人导弹

改进型鞑靼人（Improved Tartar: IT）。RIM-24A鞑靼人的改进型，生产从1961年直到1963年。RIM-24B更换了新的火箭发动机，导引头和弹头。导引头由机械式扫描改为电子扫描，配合新的战斗部提升了破坏力。此外，改进的火箭发动机使导弹的最大射程提升至30公里（16海里），最大高度可达2万米（65,000英尺）。

### RIM-24C
又名改进型鞑靼人升级版（Improved Tartar Retrofit、ITR），鞑靼人可靠性改进计划（TRIP）的最终产物。
由于导弹采用半导体电路使得弹体重量有所减轻，最大范围延伸2公里，达到32公里（17.5海里）。此外，由所述电子电路的改善增强了ECCM能力，还添加了多个目标的响应能力。

### RIM-66标准
与鞑靼人和小猎犬导弹系统完全集成的一个标准的导弹系统。RIM-66A标准导弹的（SM-1MR）与RIM-24C鞑靼人，拥有几乎相同的弹头和火箭发动机，只是导引头不同。因此弹体基本共享，改进的电路以及修改后的内部结构提高了可靠性。鞑靼人被“标准”SM-1MR逐渐取代。

### 各型号参数对照
出处：Designation-Systems.Net
|          | RIM-24A                               | RIM-24B                                 | RIM-24C                                |
| 全长     | 15英尺1英寸（4.60）                   | 15英尺6英寸（4.72）                     | 15英尺6英寸（4.72）                    |
| 安定翼宽 | 2英尺（0.61）                         | 2英尺（0.61）                           | 2英尺（0.61）                          |
| 控制翼宽 | 3英尺6英寸（1.07）                    | 3英尺6英寸（1.07）                      | 3英尺6英寸（1.07）                     |
| 直径     | 1英尺1.5英寸（0.343）                 | 1英尺1.5英寸（0.343）                   | 1英尺1.5英寸（0.343）                  |
| 发射重量 | 581（1,281英磅）                      | 594（1,310英磅）                        | 594（1,310英磅）                       |
| 弹头     | 连续杆战斗部 59（130英磅）            | 连续杆战斗部 59（130英磅）              | 连续杆战斗部 59（130英磅）             |
| 推進方式 | 喷气飞机公司Mk.1 双推力固体燃料发动机 | 喷气飞机公司Mk.27 双推力固体燃料发动机  | 喷气飞机公司Mk.27 双推力固体燃料发动机 |
| 导引方式 | 半主动雷达制导                        | 半主动雷达制导                          | 半主动雷达制导                         |
| 射程     | 16.1 km （8.7 nm）                    | 29.6 km （16 nm）                       | 32.4 km （17.5 nm）                    |
| 射高     | 15,240（50,000英尺）                  | 19,810（64,990英尺）                    | 19,810（64,990英尺）                   |
| 速度     | n/a                                   | M Mach 1.8（1,370.2 mph；2,205.1 km/h） | n/a                                    |

## 使用国家和搭载舰只
美國海軍
- 查尔斯·F·亚当斯级驱逐舰
- 奥尔巴尼级巡洋舰
- 米切尔级驱逐舰
- 福雷斯特·谢尔曼级驱逐舰
- 布魯克級巡防艦
- 加利福利亚级巡洋舰
- 弗吉尼亚级巡洋舰
- 奧利弗·哈澤德·派里級巡防艦
- 紀德級驅逐艦

 日本
- 天津风号护卫舰

 法國國家海軍
- T47级驱逐舰
- Cassard级护卫舰

- 珀斯级驱逐舰
- 阿德萊德巡防艦

 德國聯邦國防軍海軍
- 103型驱逐舰

 意大利海军
- 隽杰级驱逐舰
- 大胆级驱逐舰

## 内部链接
- RIM-2小猎犬导弹
- RIM-8黄铜骑士导弹
- RIM-66标准导弹